# Чирвинский, Станислав Иосифович
Станисла́в Ио́сифович Чирви́нский (пол. Stanisław Czyrwiński (1852—1923) — фармаколог, доктор медицины, ординарный профессор Юрьевского университета, заслуженный профессор Московского университета.

## Биография
Происходил из купеческого сословия; отец торговал церковной утварью. Родился 18 (30) октября 1852 года (или в 1849 году) в польском уездном городе Мариамполе Сувалкской губернии. По окончании местной гимназии в 1870 году поступил на медицинский факультет Варшавского университета. В 1871 году перевёлся на 2-й курс медицинского факультета Московского университета. В 1875 году окончив университет со степенью лекаря, поступил экстерном в детскую больницу. Во время русско-турецкой войны 1877—1878 гг. служил врачом в санитарном поезде. С 1878 по 1886 год работал ординатором в Яузской больнице для чернорабочих в Москве.
В 1883—1884 гг. совершенствовал образование в Страсбурге — работал в фармакологическом институте под руководством Освальда Шмидеберга и слушал лекции Адольфа Куссмауля, Генриха фон Реклингхаузена и Фридриха Гольца. Здесь им было экспериментально подтверждено существование вазодиляторного центра.
По возвращении в Россию, до 1886 года продолжал занятия по фармакологии и токсикологии в Московском университете, исполняя обязанности лаборанта при фармакологической лаборатории; в октябре 1886 года был назначен сверхштатным лаборантом, а в августе 1890 года утверждён штатным лаборантом при кафедре фармакологии Московского университета. В апреле 1891 года защитил диссертацию «К вопросу о функции nervi depressoris под влиянием фармакологических средств» и в том же году стал приват-доцентом кафедры экспериментальной фармакологии и рецептуры в Московском университете. Принимал участие в обустройстве Московского фармакологического института; с июня 1892 г. по март 1897 г. состоял в должности лаборанта при Фармакологическом институте университета. Одновременно, с июля 1894 года служил сверхштатным медицинским чиновником при Медицинском департаменте министерства внутренних дел.
В марте 1897 года избран экстраординарным профессором в Юрьевском университете по кафедре фармакологии, диететики и истории медицины, с апреля 1898 года — ординарный профессор университета. С 1897 по 1901 год состоял редактором научного отдела журнала «Фармакологический вестник». В 1900—1902 годах издал три тома «Сборника работ Юрьевского фармакологического института», где поместил работы своих учеников и несколько своих работ.
В 1902 году вновь перешёл в Московский университет на должность экстраординарного профессора (с 1904 — ординарный, с 1916 — заслуженный профессор) по кафедре фармакологии с рецептурой и учением о минеральных водах. В 1903 году утверждён директором Московского фармакологического института. Читал две лекции в неделю по курсу фармакологии. Как лектор Чирвинский не пользовался популярностью у студентов, но был известен как хороший руководитель научных работ среди врачей и фармацептов.
С 1917 года помимо своего курса Чирвинский начал читать лекции по фармакогнозии и фармации. По этой причине, а также из-за болезни, чтение курса фармакологии всё чаще поручалось разным сотрудникам кафедры. В 1922 году Чирвинский ушёл в отставку.
Умер в Кракове 7 ноября 1923 года.